# Silk Sonic
Silk Sonic is een Amerikaans superduo, bestaande uit zanger Bruno Mars en rapper en zanger Anderson .Paak. Het duo bracht hun eerste single "Leave the Door Open" uit in maart 2021, gevolgd door hun debuutalbum, An Evening with Silk Sonic, in november 2021.

## Ontstaan
In 2017 stond Anderson .Paak in het voorprogramma van Mars tijdens het Europese deel van diens 24K Magic World Tour. In april werkten Mars en Paak samen in de Abbey Road Studios met Nile Rodgers en Guy Lawrence voor het Chic-album It's About Time uit 2018. Tevens werkten zij tijdens de tournee aan muziek die zou verschijnen op het Paak-album Ventura uit 2019. In 2017 vormden de twee muzikanten als grap een duo.
Op 26 februari 2021 kondigde Mars aan dat hij en Paak daadwerkelijk een band hadden gevormd, die de naam Silk Sonic kreeg, en dat zij een album hadden opgenomen. In een persbericht was te lezen dat de naam was bedacht door Bootsy Collins nadat hij het album had gehoord. De eerste single, "Leave the Door Open", werd op 5 maart 2021 uitgebracht, samen met de introductie van het album, ingesproken door Collins. Deze single werd een nummer 1-hit in de Amerikaanse Billboard Hot 100. Tijdens de Grammy Awards van dat jaar maakte het duo zijn televisiedebuut, waarbij zij naast de single ook een eerbetoon aan Little Richard speelden, bestaande uit diens nummers "Long Tall Sally" en "Good Golly Miss Molly".
Op 30 juli 2021 werd de tweede single "Skate" uitgebracht, gevolgd door de derde single "Smokin Out the Window" op 5 november. Een week later, op 12 november, werd het debuutalbum An Evening with Silk Sonic uitgebracht. In 2022 werd "Leave the Door Open" genomineerd voor vier Grammy Awards in de categorieën Record of the Year, Song of the Year, Best R&B Performance en Best R&B Song.

## Muziekstijl
De muziekstijl van Silk Sonic is beschreven als r&b, soul, funk, pop, smooth soul en funkpop. Ook is het beschreven als "geïnspireerd door disco". Het debuutalbum An Evening with Silk Sonic is volgens critici geïnspireerd door soul- en funkmuziek uit de jaren '60 en '70.

## Leden
- Bruno Mars: zang, productie, gitaar, piano, conga
- Anderson .Paak: zang, drums, productie

## Discografie

### Albums
- 2021: An Evening with Silk Sonic

### Singles
- 2021: "Leave the Door Open"
- 2021: "Skate"
- 2021: "Smokin Out the Window"

Promotiesingles
- 2021: "Silk Sonic Intro"

### Hitnoteringen

#### Albums
| Album met eventuele hitnotering(en) in de Nederlandse Album Top 100 | Datum van verschijnen | Datum van binnenkomst | Hoogste positie | Aantal weken | Opmerkingen |
| ------------------------------------------------------------------- | --------------------- | --------------------- | --------------- | ------------ | ----------- |
| An Evening with Silk Sonic                                          | 12-11-2021            | 20-11-2021            | 4*              | 6*           |             |

| Album met hitnotering(en) in de Vlaamse Ultratop 200 albums | Datum van verschijnen | Datum van binnenkomst | Hoogste positie | Aantal weken | Opmerkingen |
| ----------------------------------------------------------- | --------------------- | --------------------- | --------------- | ------------ | ----------- |
| An Evening with Silk Sonic                                  | 12-11-2021            | 20-11-2021            | 7*              | 6*           |             |

#### Singles
| Single met eventuele hitnotering(en) in de Nederlandse Top 40 | Datum van verschijnen | Datum van binnenkomst | Hoogste positie | Aantal weken | Opmerkingen                 |
| ------------------------------------------------------------- | --------------------- | --------------------- | --------------- | ------------ | --------------------------- |
| Leave the Door Open                                           | 05-03-2021            | 13-03-2021            | 11              | 12           | Nr. 13 in de Single Top 100 |
| Skate                                                         | 30-07-2021            | 14-08-2021            | 24              | 5            | Nr. 61 in de Single Top 100 |
| Smokin Out the Window                                         | 05-11-2021            | 20-11-2021            | 32              | 3            | Nr. 31 in de Single Top 100 |
| Fly as Me                                                     | 12-11-2021            | -                     | -               | -            | Nr. 75 in de Single Top 100 |

| Single met hitnotering(en) in de Vlaamse Ultratop 50 | Datum van verschijnen | Datum van binnenkomst | Hoogste positie | Aantal weken | Opmerkingen |
| ---------------------------------------------------- | --------------------- | --------------------- | --------------- | ------------ | ----------- |
| Leave the Door Open                                  | 05-03-2021            | 13-03-2021            | 5               | 22           |             |
| Skate                                                | 30-07-2021            | 21-08-2021            | 17              | 11           |             |
| Smokin Out the Window                                | 05-11-2021            | 20-11-2021            | 24*             | 6*           |             |

#### NPO Radio 2 Top 2000
| Nummer met noteringen in de NPO Radio 2 Top 2000 | '21  | '22 | '23 | '24 |
| ------------------------------------------------ | ---- | --- | --- | --- |
| Leave the Door Open                              | 1854 | 411 | 701 | 726 |

1. ↑  Een vetgedrukt getal geeft de hoogste notering aan.
2. ↑  2021 was het eerste jaar met een notering voor dit nummer.